# Piet Beets
Pieter „Piet“ Beets (* 7. März 1900 in Amsterdam; † 28. April 1996 ebenda) war ein niederländischer Radrennfahrer.

## Sportliche Laufbahn
Beets war Teilnehmer der Olympischen Sommerspiele 1920 in Antwerpen. Dort startete er im Tandemrennen. Sein Tandempartner war Tjabel Boonstra. Die Niederlande war als einzige Nation mit zwei Tandems am Start.
In der Mannschaftsverfolgung wurde sein Team mit Maurice Peeters, Frans de Vreng und Piet Ikelaar auf dem 6. Rang klassiert.
1922 wurde er Dritter der nationalen Meisterschaft im Straßenrennen der Amateure hinter dem Sieger Joris van Dijk.